# Automolis fulvociliata
Automolis fulvociliata är en fjärilsart som beskrevs av M.Gaede 1915. Automolis fulvociliata ingår i släktet Automolis och familjen björnspinnare. Inga underarter finns listade i Catalogue of Life.